# Naila
Naila est une ville de Bavière (Allemagne), située dans l'arrondissement de Hof, dans le district de Haute-Franconie.
La ville est jumelée avec Noidans-lès-Vesoul en France. 
Pendant la guerre froide, plusieurs allemands de l'Est réussissent à traverser à la frontière en montgolfière et arrivent à Naila.